# تپه ماشکان (دوره اسلامی)
تپه ماشکان مربوط به دوره اسلامی قرن ۶ تا ۸ ه.ق است و در شهرستان پیرانشهر، بخش لاجان، دهستان لاهیجان غربی، روستای ماشکان واقع شده است. این اثر در تاریخ ۳۰ دی ۱۳۸۵ با شمارهٔ ثبت ۱۶۸۴۵ به عنوان یکی از آثار ملی ایران به ثبت رسیده است.